# باك هاريس
باك هاريس (بالإنجليزية: Buck Harris)‏ هو لاعب كرة قدم أمريكية أمريكي، (ولد في سيغوين في الولايات المتحدة 1876  م).